# Cadavre exquis (court métrage, 2018)
Pour les articles homonymes, voir Cadavre exquis (homonymie).
Pour plus de détails, voir Fiche technique et Distribution.
Cadavre exquis est un film d'animation français de court métrage réalisé par Stéphanie Lansaque et François Leroy et sorti en 2018.

## Synopsis
A travers les déambulations d'un chien borgne, Le film invite à une errance visuelle, olfactive et sonore dans le labyrinthe des ruelles du vieux Hanoï. Vie quotidienne et légendes s'entremêlent au rythme syncopé du blues vietnamien, le Hat Xâm.

## Fiche technique
- Titre : Cadavre exquis
- Réalisation : Stéphanie Lansaque et François Leroy
- Scénario : Stéphanie Lansaque et François Leroy
- Animation : Stéphanie Lansaque et François Leroy
- Montage : Stéphanie Lansaque et François Leroy
- Musique : Denis Vautrin
- Son : Yann Lacan
- Producteur : Marc Jousset
- Production : Je suis bien content et Arte France
- Pays d'origine :  France
- Durée : 12 minutes 50
- Dates de sortie :
  -  France : 
    - 11 juin 2018 (FIFA 2018)
    - 17 juin 2018

## Distinctions
Il remporte le prix de la meilleure musique originale dans la catégorie courts métrages à l'édition 2018 du festival international du film d'animation d'Annecy.